# Gulnäbbad kotinga
Gulnäbbad kotinga (Carpodectes antoniae) är en starkt utrotningshotad fågel i familjen kotingor inom ordningen tättingar.

## Utseende och läten
Gulnäbbad kotinga är en 21,5 cm lång kotinga med praktfull, vit fjäderdräkt. Hanen har en lätt gråaktig anstryning på ovansidan och är något blågrå på hjässan. Näbben är lysande gul med en svart linje.
Honan är askgrå, mörkare på panna och hjässa. Vingarna är svartaktiga, liksom stjärten, med bredd vitkantade vingtäckare och armpennor. Den är vidare ljusgrå på strupe och bröst, än ljusare mot undergumpen. Runt ögat syns en vit ring och näbben är svart med gul näbbrot. Lätet beskrivs i engelsk litteratur som ett duvlikt "cah" eller "cow".

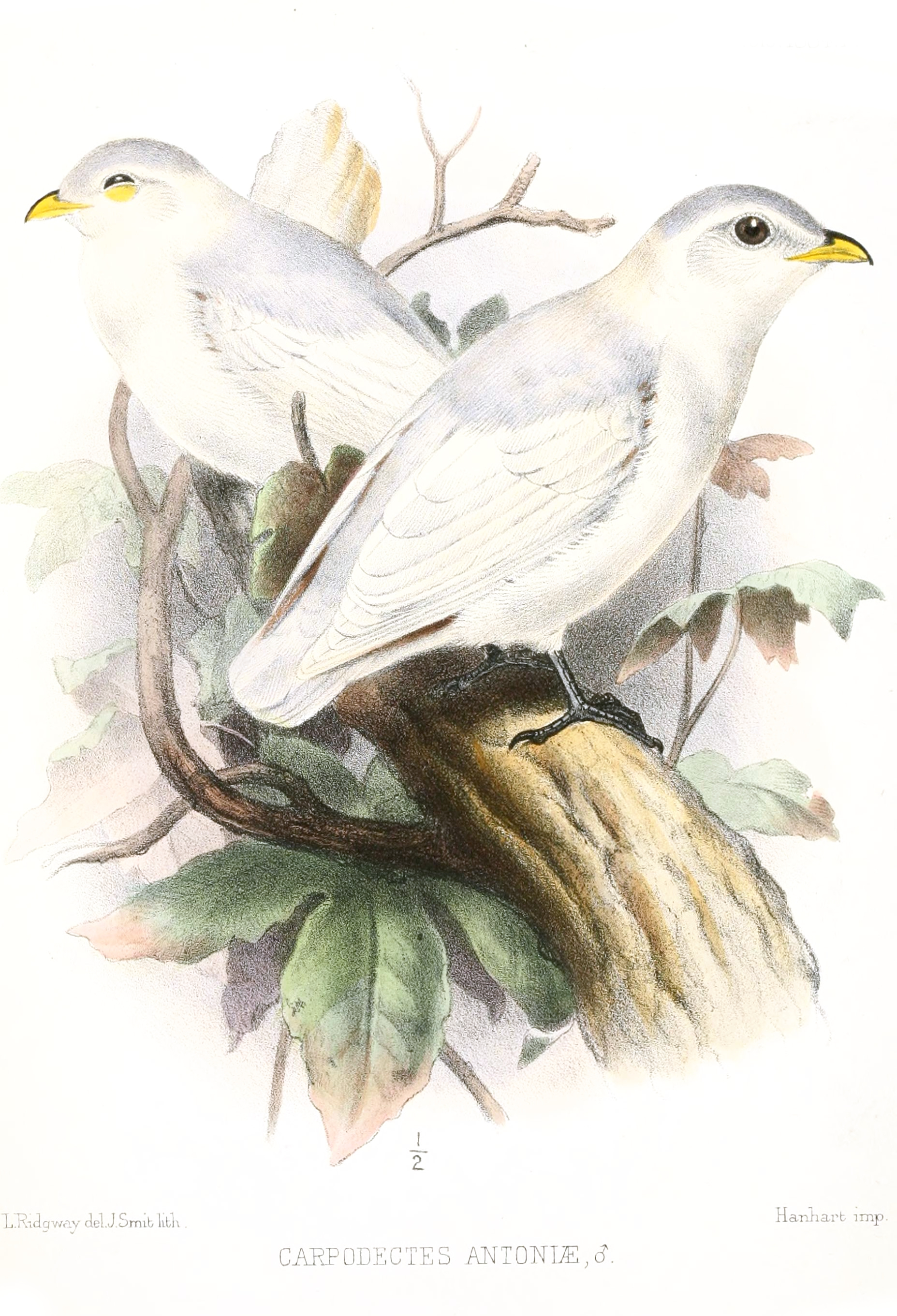

## Utbredning och status
Fågeln förekommer i låglänta områden utmed Stilla havet i sydvästra Costa Rica och västligaste Panama. IUCN kategoriserar arten som nära hotad.